# Musica reservata
Musica reservata is een term voor klassieke muziek die stamt uit de derde generatie van de Franco-Vlaamse School, maar pas algemeen gebruikt is vanaf de vijfde generatie (laat 16e eeuw). Musica Reservata is te omschrijven als 'muziek voor de kenners'. Met behulp van muzikale middelen wordt een verhaal vormgegeven.

## Muzikale middelen

### Chromatiek
Orlando di Lasso heeft met het werk Prophetiae Sibyllarum over de Sibylle van Cumae twaalf werken geschreven waarin veelvuldig chromatiek wordt toegepast. Het affect dat Lassus met deze chromatiek wil bereiken is het destabiliseren van de toehoorder door het overbrengen van emoties uit de tekst: pijn, verdriet, lijden, dood, maar ook geheimzinnigheid. Lassus begon als eerste hiermee in religieuze muziek. Later hebben ook niet-Nederlandse componisten zoals Carlo Gesualdo (Italië) deze middelen toegepast.

### Tussendominanten
De beleving van muziek werd langzaam uitgebreid door het gebruik van tussendominanten en later tussensubdominanten. Hiermee wordt een vroegtijdig einde gesuggereerd door middel van een cadens (harmonische trappen: V–I) waarna de muziek toch haar weg vervolgt.